# Ordalia

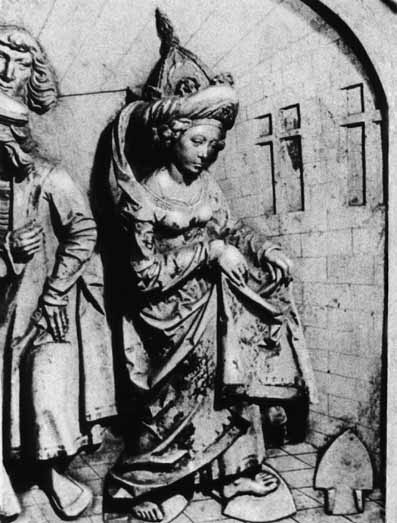
ordalia de Cunegunda, esposa d'Enric II, que va ser acusada d'adulteri. Baix relleu de la Catedral de Bamberg.

L'ordalia, ordàlia o judici de Déu va ser una institució jurídica vigent fins a finals de l'Edat Mitjana a Europa. Segons Francisco Tomás i Valiente, les ordalies consistien a «invocar i a interpretar el judici de la divinitat a través de mecanismes ritualitzats i sensibles, del resultat dels quals s'inferia la innocència o la culpabilitat de l'acusat». No hi ha dubte del caràcter màgic i irracional d'aquests mitjans probatoris, per això les ordalies van ser substituïdes per la tortura a partir de la recepció del dret romà al segle XII.
Mitjançant l'ordalia es dictaminava, atenent a suposats mandats divins, la innocència o la culpabilitat d'una persona o cosa (llibres, obres d'art, etcètera) acusada de pecar o de trencar les normes jurídiques. Entre gentilhomes i nobles, si en un plet (o qüestió o «punt d'honor» que feia referència al delicte de traïdoria) l'ofès no acceptava el que decidís el tribunal, es dirimia qui deia la veritat forçant l'altre a acceptar-la per mitjà de les armes en un duel anomenat repte, com es veu al Fur reial i al Cantar de mio Cid. El vencedor guanyava, i la victòria tenia efectes jurídics, i el perdedor podia acabar mort. En la seva forma més judicial consistia en unes proves que en la majoria dels casos estaven relacionades amb tortures que usaven el foc o l'aigua, i on s'obligava a l'acusat a subjectar ferros roents, introduir les mans en una foguera o mantenir-se per un temps llarg sota l'aigua. Si algú sobrevivia o no resultava gaire malmès, s'entenia que Déu el considerava innocent i no havia de rebre cap càstig. D'aquests judicis deriva l'expressió posar la mà al foc, per manifestar que es recolzava incondicionalment alguna cosa o a algú. També en deriva l'expressió prova de foc.

## Justificació de l'ordalia: la «justícia immanent»

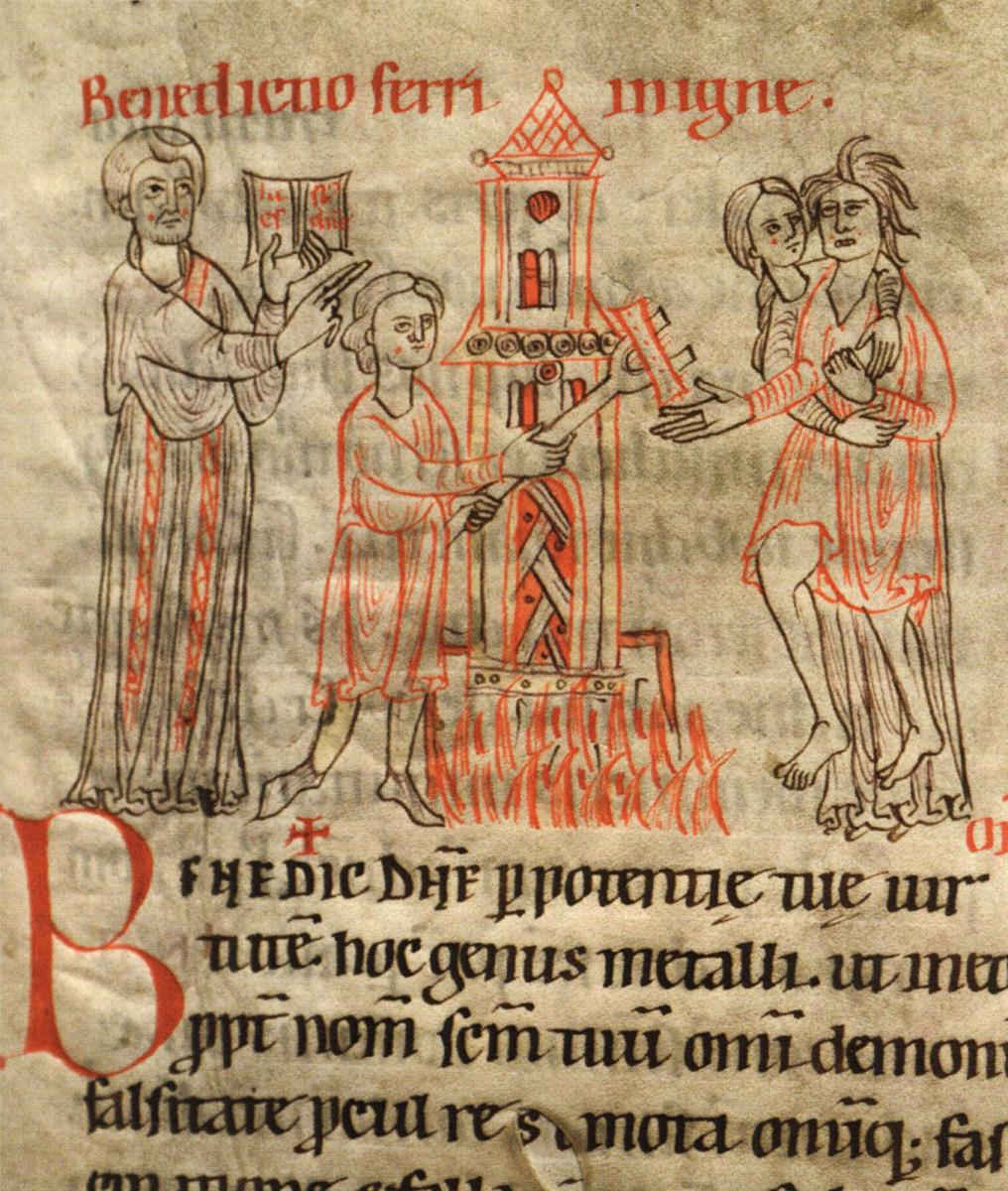
Miniatura medieval que mostra l'ordalia del ferro roent.

Segons les lleis dels pobles germànics la tortura i les penes corporals, només s'aplicaven als homes que no eren lliures o als lliures deshonrats, per haver estat declarats públicament traïdors, desertors o covards. Als regnes germànics que van substituir l'Imperi Romà d'Occident s'aplicaven codis legals diferents als antics.
El dret penal durant l'Alta edat mitjana a Europa, especialment entre els segles IX i XII, era «privat». L'autoritat pública no buscava ni investigava els crims, sinó que només intervenia a petició del que patia el greuge, que feia d'acusador. Aquest, després de trobar el tribunal apropiat (el que declarés tenir jurisdicció sobre les dues parts), «presentava la seva acusació, declarava sota jurament i cridava a l'altra part perquè respongués davant del tribunal». L'acusat només necessitava jurar que l'acusació era falsa, encara que de vegades el tribunal requeria el jurament d'altres homes lliures que corroboressin el de l'acusat, encara que no haguessin estat testimonis dels fets. I aquí s'aturava el judici. Així doncs, «el jurament era la prova més forta que la part acusada podia brindar», però també existia l'ordalia i el combat judicial. En aquells casos en què la reputació de l'acusat era dolenta i l'acusació comportava la pena cabdal, es podia recórrer a l'ordalia o judici de Déu per determinar si deia la veritat.
Una altra forma de solucionar el plet era el combat judicial entre acusador i acusat, o entre persones designades per ells, cosa que també es considerava una forma d'ordalia, ja que es basava en la idea que Déu només permetria la victòria de la part que tenia raó. Aquests eren els tres modes de prova, considerats després «irracionals, primitius i bàrbars», del procés penal alt-medieval. Es basava en el que alguns historiadors han anomenat «justícia immanent»: «el supòsit que la intervenció divina al món material era contínua, de manera que es negava a permetre que les injustícies quedessin sense càstig... La gent acceptava les sentències de l'ordalia, el jurament i el combat judicial perquè creia que eren sentències de Déu, i pràctiques antigues i acceptades».

## Orígens

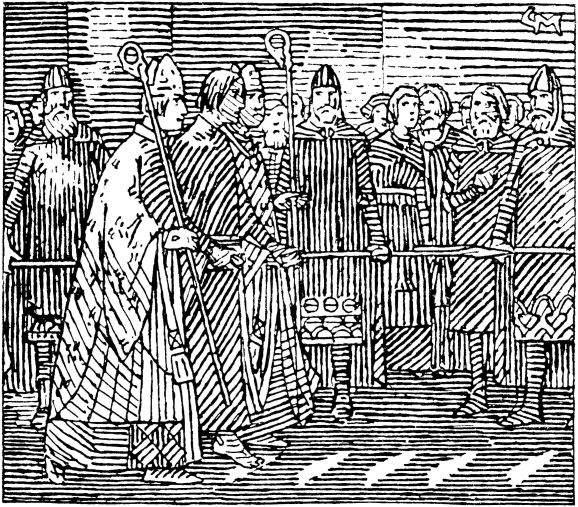
Prova de foc de Harald IV, presumpte fill de Magne III de Noruega. Harald camina descalç sobre ferros roents per provar la seva ascendència real. Il·lustració de Gerhard Munthe (1899).

El significat etimològic prové de la paraula anglesa «ordeal» que significa judici o dura prova que ha de travessar aquella persona (l'acusat) per poder demostrar la seva innocència. Els germànics, en envair l'Imperi Romà d'Occident, van popularitzar la seva aplicació on va passar a designar-se com a «judici de Déu», per considerar que el veredicte dictat per aquesta prova era d'origen diví. Aquesta manera de fallar judicis, però, és d'origen més antic i ja es coneixia a Mesopotàmia i a l'antiga Grècia. A Mesopotàmia, segons Jean Bottéro, les Tauletes de Mari parlen de «l'ordalia del riu» que s'usava per determinar la culpabilitat en casos on no hi havia certesa del que havia succeït, com ara en l'adulteri, la bruixeria, la traïció, i en plets sobre els drets de propietat. El rei hi participava, o al menys era qui n'autoritzava l'aplicació. L'acusat passava la nit en un lloc establert després d'haver-se rentat els peus i les mans, i a punta de dia havia de recitar unes paraules fixades pel rei. A Mari, això es feia a la riba de l'Eufrates. Es començava exposant el cas que l'acusat rebutjava. Se'l llençava al riu i havia de nedar un tram considerable per sota l'aigua en una prova de resistència, abans de poder sortir i demostrar així que era innocent. De vegades l'ordalia, prova molt perillosa, era executada per un substitut, en cas dels nobles, i si era una reina, alguna de les seves dames d'honor. Una de les tauletes explica que va ser una mare la substituta de la seva filla, encara una nena. El Codi d'Hammurabi fa referència a aquest tipus d'ordalia com a manera de resoldre determinats plets. S'han trobat notícies d'aquestes proves des del tercer mil·lenni abans de Crist fins al segle iv aC.
Els hebreus, d'altra banda, segons s'escriu a la Bíblia, tenien una forma d'ordalia per justificar la gelosia d'un marit i demostrar si una dona era adúltera: se li feia beure l'aigua amarga de la maledicció, un beuratge preparat pel sacerdot amb aigua i cendra, entre d'altres elements. Els romans, per altra banda, tenien la llegenda de Muci Escèvola, que es va cremar la seva mà davant dels seus enemics etruscs en prova que deia la veritat.
Al llarg del temps, els tipus de proves van ser de dues classes, canònica i vulgar:
- La vulgar consistia en les maneres de justificar-se inventades per les supersticions del poble.
- La canònica, en el jurament prescrit en els cànons i que es va anomenar Judici de Déu.

El Judici de Déu sembla distingir-se del jurament, segons aquest text del concili celebrat a Magúncia l'any 888: Aut judicii examine, aut sacramenti protestatione se expurget ('ja sigui per un judici verdader o per testimoni sagrat').
Els anglosaxons o normands diferenciaven aquest judici del duel judicial. Significa una prova per l'aigua o el ferro candent. El capítol LXII de les lleis de Guillem I d'Anglaterra, diu: Si un francès acusa un anglès de perjuri, defensi's l'anglès a la seva elecció pel judici de ferro o pel dol.

## Tipus d'ordalies
Gregori de Tours a  Les livres des Miracles descriu una ordalia que va tenir lloc al sur de França al segle vi:

Una dona que va ser acusada pel seu marit sense tenir proves, el jutge la va condemnar a la prova de l'aigua freda. Se li va lligar al coll una enorme pedra i va ser llançada al Roine des d'una nau. Ella pregava l'auxili del sant màrtir i invocant el seu nom, deia: «Sant Genesi, màrtir gloriós, que nedant en aquestes aigües les vas santificar, lliura'm per la meva justa innocència»; a l'instant, va començar a sobresortir de les aigües. Els que estaven mirant, la van agafar i van pujar al port i la van portar sana i salva a la santa basílica. Mai més no va ser qüestionada pel seu marit ni pel jutge.

Entre els segles X i XII alguns acusats havien de patir la prova del foc, posant la mà en un braser, caminant amb els peus nus per carbons encesos o travessant amb els passos comptats l'espai entre dues fogueres. Altres sofrien la prova del ferro roent, per a això s'escalfaven al foc nou o dotze reixes d'arada, o bé un guantellet d'armes, on l'acusat havia de ficar la mà i també una barra de ferro que havia d'agafar.
L'ordalia o prova judicial es feia a l'església. A un costat hi havia l'aigua bullint, en una caldera posada al foc, i a l'altra una gran cisterna plena d'aigua freda. Les esglésies on s'executava la prova caldaria rebien aquest privilegi del senyor del territori. Els acusats pagaven a l'església els diners exigits per fer la prova, i l'aigua freda estava reservada per submergir-hi als culpables.
Si l'acusació era simple, havien de ficar la mà a l'aigua bullint fins al canell; però si era complexa, havien de submergir el braç fins al colze (vegeu les Lleis d'Etelstan) i s'embenava la mà, el jutge col·locava un segell damunt de la bena i al tercer dia s'examinava el resultat de la prova. Si la cremada havia sanat, l'acusat era innocent, però si hi havia gangrena era culpable.
Als pobles germànics, la prova de l'aigua es va fer servir a Alemanya sense els ritus religiosos en les acusacions de bruixeria.
Altres tipus de judici eren els següents:
- El judici de l'Eucaristia, destinat als eclesiàstics, que es va substituir pel jurament en el concili de Tribur o Trebur (districte de Groß-Gerau, Alemanya), però més d'una vegada es va usar amb els seglars. A les actes d'un concili celebrat a Worms es troba tot allò que es vulgui conèixer sobre les fórmules que s'usaven en aquest procediment, ja que eren freqüents els robatoris a les abadies. El Cànon XV disposava que en aquests casos es cantés una missa solemne per l'abat o un religiós designat per ell. Tota la comunitat s'havia d'apropar a l'altar i, en rebre cada monjo l'eucaristia, havia de confessar la seva innocència i dir en veu alta: Corpus Domini sit mihi ad probationem hodie ('que el cos del senyor sigui avui per a mi la prova').
- El Judici de l'Esperit Sant està tret de la història eclesiàstica. Tenim un exemple notable d'aquesta prova de com l'Esperit Sant presidia l'examen de la veritat, que és el següent: Ildebrand de Soana, enviat pel papa com a legat per deposar diversos prelats culpables de simonia, va fer comparèixer al bisbe de Trèveris, acusat pel poble, i li va dir: «Vine, i si posseeixes legítimament l'Esperit Sant digues sense temor Glòria al Pare, al Fill i a l'Esperit Sant». El simoníac va alçar la veu i va dir Glòria... però no va acabar la fórmula, i va haver de deixar la cadira episcopal.
- El Judici de la Creu es realitzava així: davant d'un altar es col·locaven les dues persones pledejants dempeus, immòbils amb els peus junts i els braços oberts en l'actitud d'un crucificat. Es llegia davant seu la missa, els salms o l'evangeli de la Passió. El que es movia perdia el plet. Aquesta pràctica la va abolir a França Lluís el Pietós.
- El Judici del corsned ('mos del judici' en anglès antic) consistia en una prova que es feia amb un tros de pa o formatge. Aquests aliments es beneïen. Es consagraven amb certes fórmules i s'hi feia el senyal de la creu. Si l'acusat era culpable, les seves dents no podrien mastegar-lo o les entranyes li serien devorades per un foc interior, patint tots els efectes de la pregària sacramental: Fac eum qui reus erit, Domine, in visceribus angustiare, ejusque guttur conclude ('Fes, Senyor, que el culpable sofreixi en les seves entranyes i tanca-li la gola').[12]

## Ordalies a la Península Ibèrica
A la península Ibèrica trobem les següents ordalies:
- Sant Feliu de Vilajuïga: El lloc de villa Iudaica era una possessió del monestir de Sant Pere de Rodes segons els documents dels anys 982 i 990, i formaven part del comtat d'Empúries. L'església de Sancti Faelicis in villa Judaica és esmentada l'any 1080 a l'acta d'un «judici de Déu» celebrat en aquest temple contra uns acusats d'haver comès un robatori a l'abat de Sant Pere de Rodes.[13] Altre mencions són del 1127, del 1229, i també a les Rationes Decimarum (anys 1279 i 1280) i als nomenclàtors diocesans del segle xiv.
- La pena corresponent al judici de Déu més antiga que es va fer servir a la Península Ibèrica va ser la pena caldaria o prova de l'aigua bullint. Això s'extreu de les lectures d'algunes lleis, com el Fuero de León. En aquest fur es parla de dues lleis diferents amb aquesta prova, que s'aplicà a les persones acusades d'homicidi, robatori, etc. Es van donar abusos i per evitar-ho, Alfons VI, el 1072, va dictaminar que només es realitzés la prova a la catedral de Lleó, però no hi va haver una observança total d'aquesta disposició. Aquesta pena es va seguir aplicant i sancionant als furs locals.
- La prova del desafiament o repte era igualment admesa. Es tractava d'un combat armat i violent entre dos contendents. Es troba al Fuero de León (1017). A la llei dotzena d'aquesta carta es permet als acusats purgar-se triant entre el jurament o la lid (combat). Es confirma així mateix a Les Partides d'Alfons X de Castella.
- També s'admetia la del ferro cremant, però mai es va fer servir la prova del pa i del formatge

El Fuero de León també establia que si l'alcalde i els homes bons o drets tenien dubtes sobre si l'acusat s'havia cremat o no, havien de cridar com a pèrits dos fidels ferrers que prestaven jurament. L'alcalde havia de dictar sentència tenint en compte el seu testimoni.

## Ordalies a Hongria
Al llarg del segle xi, a Hongria reis com Esteve I i Ladislau I es van veure forçats a establir ordalies per contrarestar enormes onades de furts i robatoris sorgits durant crisis socials causades per guerres, problemes de successió i invasions de pobles bàrbars d'Àsia. Entre les proves més comunes hi havia el de sostenir una vara de ferro incandescent i era aplicat en general a aquells lladres que haurien demanat santuari en alguna església. Tal seria l'agudesa de la crisi de robatoris a l'època de Ladislau I, que aquell que fos sorprès robant, podria ser mutilat del nas o les orelles, o senzillament ser penjat. D'aquesta manera, les ordalies eren considerades com l'única esperança dels criminals per poder sobreviure.